# Salomon Garf
Salomon Garf, né le 6 décembre 1879 à Amsterdam, et mort le 27 août 1943 à Auschwitz, est un artiste-peintre néerlandais et artiste graphique; connu pour ses portraits et natures mortes.

## Biographie
Salomon Garf est né dans une famille de marchands de diamants et son père a travaillé comme courtier en valeurs mobilières. Plutôt que de continuer dans l'entreprise familiale, il choisit une carrière dans l'art, étudiant à l'"Institut des arts appliqués" (1892-1895), l'« École Normale État des arts appliqués » (1895 à 1899) et la Rijksakademie (1899-1905), où il a travaillé avec August Allebé et Nicolaas van der Waay. En 1904, il entra dans le Prix de Rome[Quoi ?] avec sa représentation de la Raising of the son of the woman of Shunem (en), mais le prix est allé à Jan Sluijters.
Après ses études, il a déménagé à la colonie d'artistes Laren et il a été marié deux ans plus tard. En 1914, il remporte le Willink van Collenprijs pour une peinture de son atelier. Cette même année, lui et sa famille déménagent à Amsterdam. À Laren, il met l'accent sur la peinture d'intérieurs ruraux et des natures mortes. Une fois, il était devenu établie à Amsterdam, il produit principalement des portraits et des scènes d'intérieur avec des femmes élégamment habillées. Sa femme est morte en 1928, et il ne s'est jamais remarié. Il a été membre de Arti et Amicitiae et, en 1933, a reçu la médaille d'or au nom du Queen Wilhelmina.
En 1938, il devient membre de l'Arti's Board of Directors, mais a été expulsé de l'organisation en 1941, par les ordres du commandement de l'occupation allemande. Il est ensuite devenu actif dans la Résistance, aidant à réaliser de fausses Persoonsbewijzen (cartes d'identité). Le 6 août 1943, il est arrêté et envoyé à Auschwitz, par le biais du Westerbork transit camp, et a été mis à mort. Le contenu de son atelier a été enlevé par ses élèves avant qu'il soit confisqué.

## Sélection de peintures

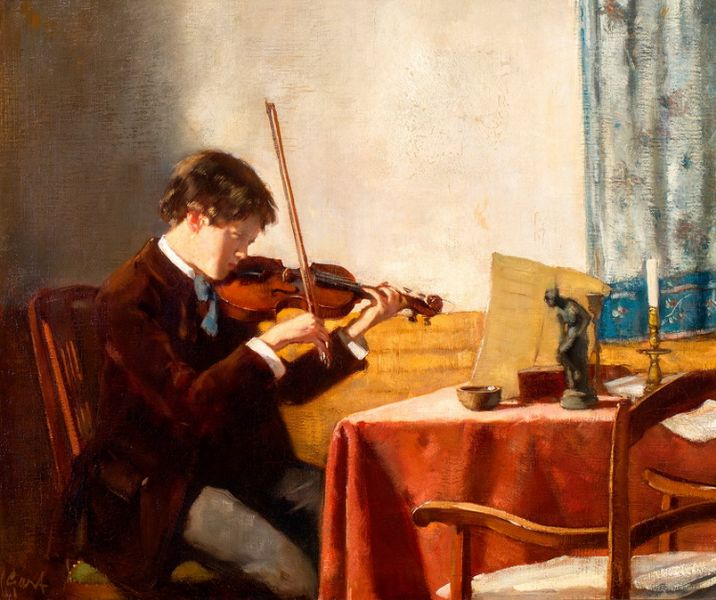
Hans Kindler en violoniste
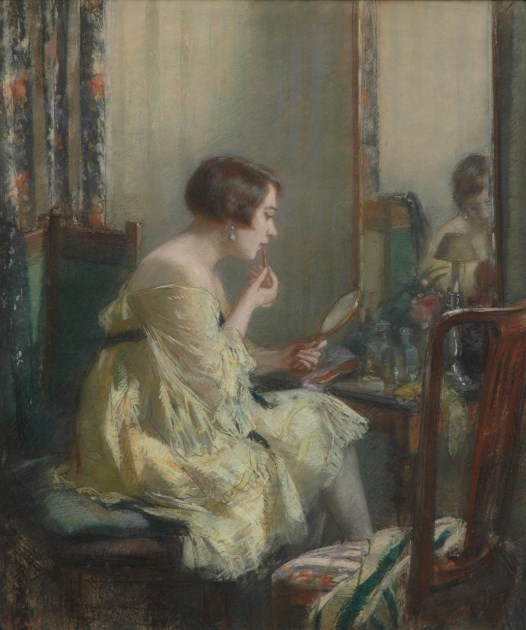
Femme à sa toilette
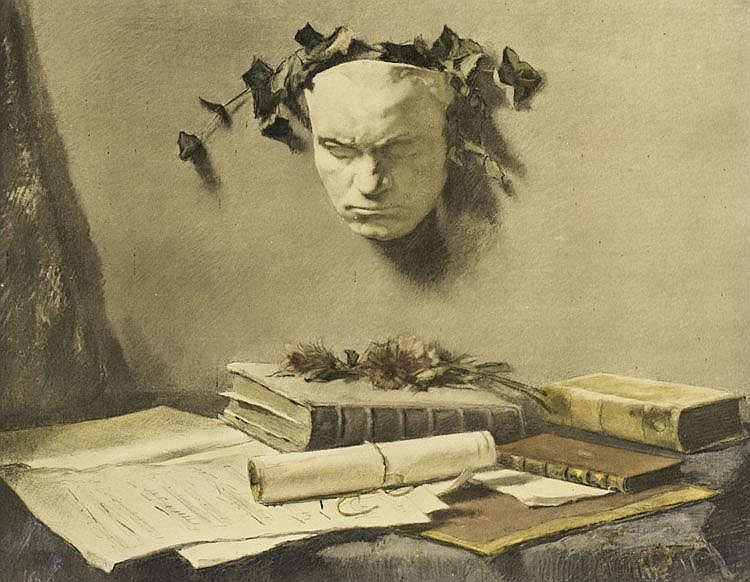
Nature morte au masque de Beethoven
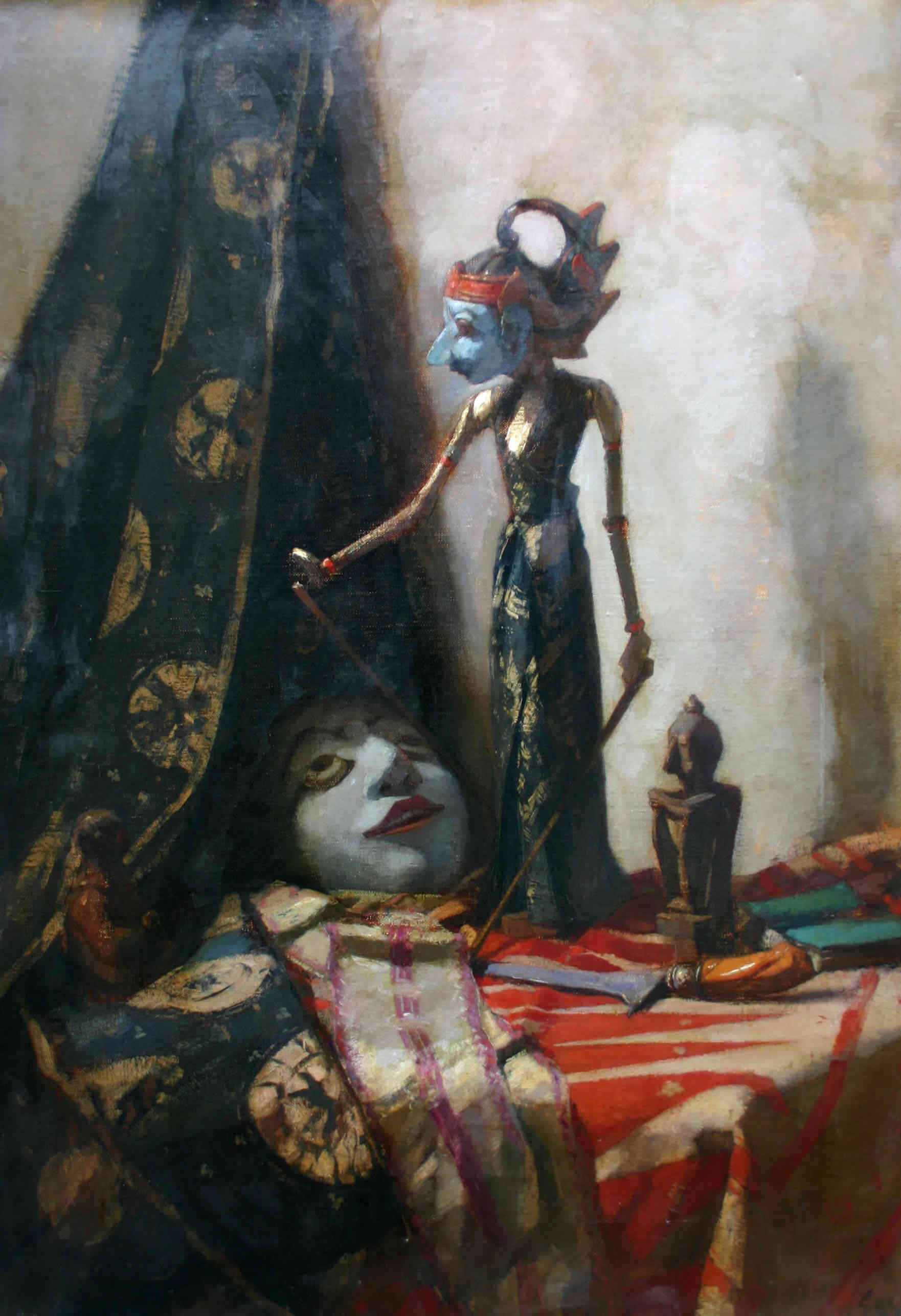
Nature morte avec Wayang